# Muteba Kidiaba
Muteba Kidiaba (* 1. Februar 1976 in Kipushi, Zaire) ist ein kongolesischer Fußballtorwart, der seit 2002 für den kongolesischen Verein Tout Puissant Mazembe spielt.

## Karriere
Kidiaba stammt aus der Stadt Kipushi im Süden der Demokratischen Republik Kongo. Seit 2002 spielt er als Torhüter bei Tout Puissant Mazembe aus Lubumbashi. Die Stadt liegt etwa 30 Kilometer von seiner Geburtsstadt entfernt. Mit TP Mazembe gewann er in den Jahren 2006, 2008 und 2009 die nationale Meisterschaft sowie 2009 und 2010 die CAF Champions League.
Als Sieger der CAF Champions League 2009 war TP Mazembe für die FIFA-Klub-Weltmeisterschaft qualifiziert. Nach einer 1:2-Niederlage im Viertelfinale gegen Pohang Steelers spielte TP Mazembe im Spiel um Platz 5 gegen Auckland City. In der 24. Minute lief der Angreifer Daniel Koprivcic allein auf Kidiaba zu, der den Ball außerhalb des Strafraums mit der Hand abwehrte und dafür mit der Roten Karte vom Platz gestellt wurde. Mazembe verlor das Spiel mit 2:3.
Für die FIFA-Klub-Weltmeisterschaft 2010 war der Verein erneut qualifiziert. Obwohl Kidiaba bereits nach der Klub-Weltmeisterschaft 2009 sein Karriereende bekannt gegeben hatte, verlängerte er seine Karriere bis Ende 2010. Nach einem Sieg im Viertelfinale trat TP Mazembe im Halbfinale gegen den SC Internacional aus Brasilien an. Der Verein gewann das Spiel mit 2:0 und zog als erste afrikanische Mannschaft in ein Finale der Klub-Weltmeisterschaft ein. Kidiaba gelang es, gegen den Favoriten kein Gegentor zu kassieren sowie das Tor zum 2:0 vorzubereiten. FIFA.com sprach daraufhin von einer „überragenden Leistung“ Kidiabas und teilte ihm „den größten Anteil am Sieg“ zu.